# Owsne Ostrowy
Owsne Ostrowy (dodatkowa nazwa w j. kaszub. Ówsné Òstrowë; niem. Haberberg, dawniej Owsianygor) – mała osada kaszubska w Polsce na Równinie Charzykowskiej w rejonie Kaszub zwanym Gochami położona w województwie pomorskim, w powiecie bytowskim, w gminie Lipnica.
W latach 1975–1998 miejscowość administracyjnie należała do województwa słupskiego.